# Поль Дандре

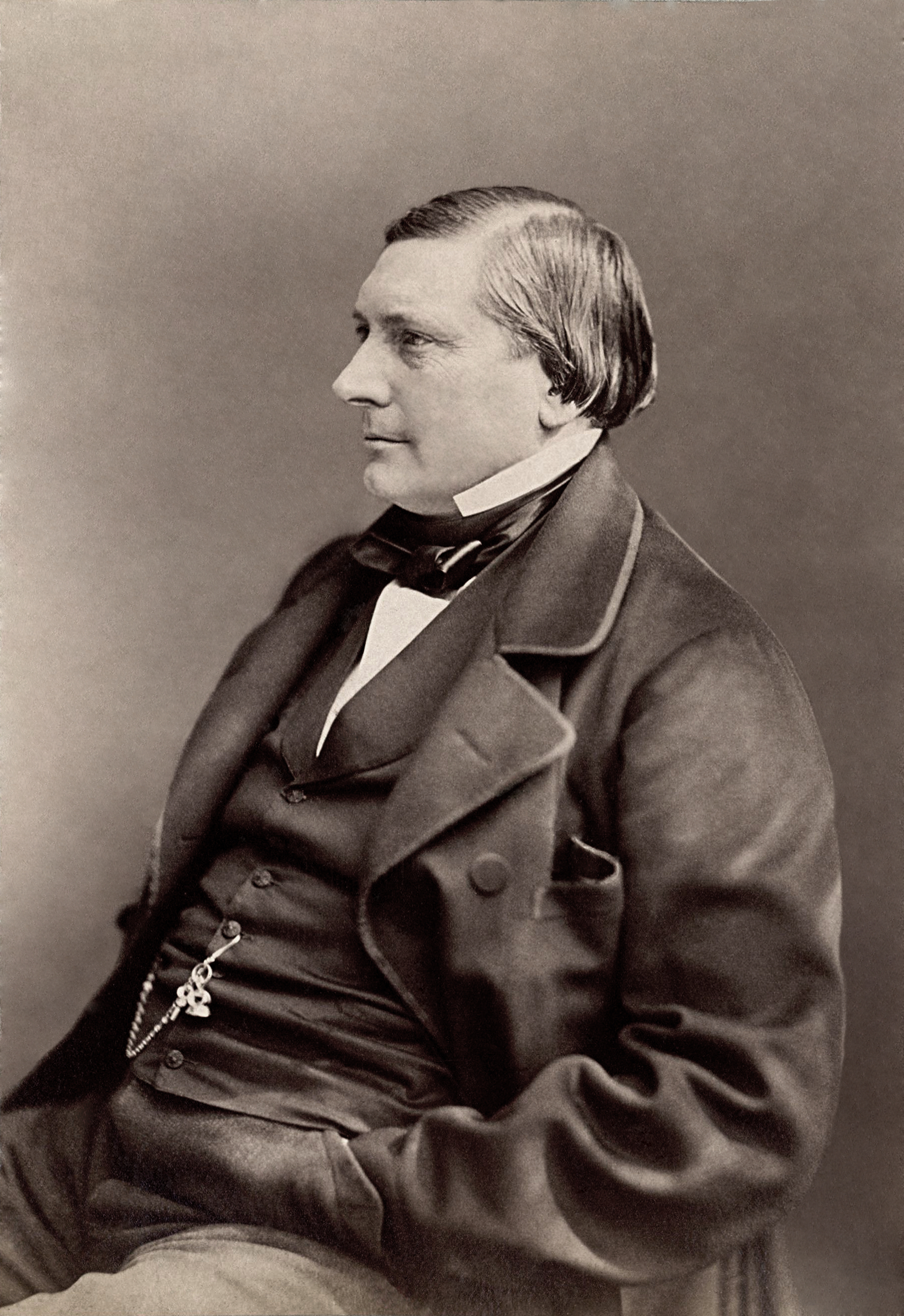
Эжен Лабиш

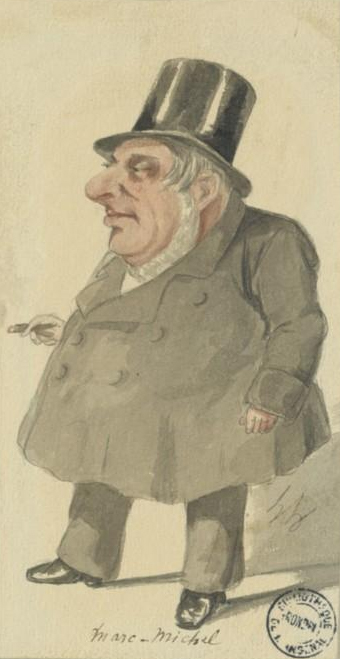
Марк-Мишель

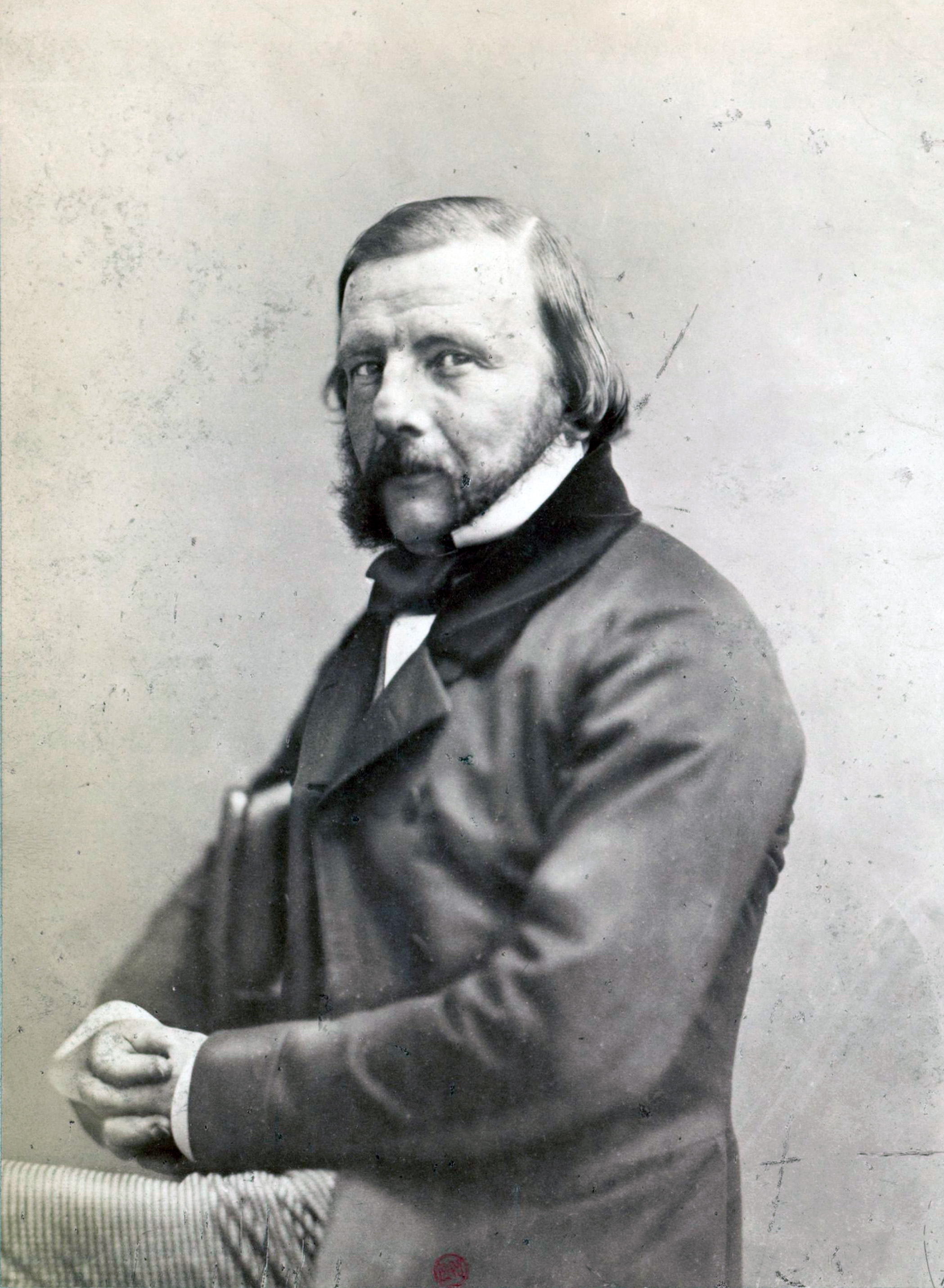
Огюст Лефран

Поль Дандре́ (фр. Paul Dandré) — литературный псевдоним трёх французских драматургов XIX столетия: Эжена Лабиша (Eugène Labiche, (1815—1888), Огюста Лефранка (или Лефран // Auguste Lefranc, (1814—1878) и Марка-Мишеля (Marc-Michel, настоящее имя Marc-Antoine-Amédée Michel (1812—1868).
Началось с того, что трое молодых людей — юных литературных «покорителей Парижа» — публиковали свои первые рассказы в небольших литературных журналах; там в редакциях они и познакомились. Конкурентная борьба обернулась дружеским объединением: в одиночку пробивать свои творения было сложнее, чем втроём. У них появились совместные публикации в литературных журналах. Через какое-то время все трое заинтересовались драматургией и решили — так же объединённо — попробовать себя в этом жанре. Огюст Лефран уже был к этому времени автором одного водевиля «Женщина, упавшая с неба» (Une femme tombée du ciel), поставленного в Париже в 1836 году. При этом он был кузеном Эжена Скриба, к этому времени уже известного французского драматурга, и на его помощь и поддержку новая ассоциация явно рассчитывала. Поддержка действительно была, и один из представителей нового сообщества — Эжен Лабиш — сам в этом позже признавался, хотя, конечно же, не обладай все трое авторов истинным талантом, никакое родственное участие не помогло бы. Таким образом в 1838 году появилась новая литературная драматургическая ассоциация под общим псевдонимом Поль Дандре. Её участникам было от 23 до 26 лет. Кому первому пришла в голову идея совместного псевдонима и сам псевдоним, трудно сказать, но верховодство в трио взял на себя самый опытный из трёх — Огюст Лефран, имевший за плечами драматургический опыт: авторство одной пьесы.
Началась совместная работа. Как впоследствии рассказывал Эжен Лабиш, к его великому удивлению, их пьесы сразу стали приниматься к постановкам. Всего совместно было создано несколько водевилей: «Канава с водой» — фр. La Cuvette d'eau, «Г-н де Coyllin, или Бесконечно вежливый» — фр. Monsieur de Coyllin ou l’Homme infiniment poli, «Кузница каштанов» — фр. La Forge des châtaigniers La Forge des châtaigniers, «Наказание в виде возмездия» — фр. Peine du talion; с участием ещё одного автора Жака Ансело «Статья 960, или Пожертвование» — фр. L'Article 960 ou la Donation. Это были весёлые лёгкие пьесы, где главным было не развитие характеров персонажей, а комические ситуации, в которые они попадали. В это же самое время каждый из троих членов творческого объединения сочинял и собственные произведения, отдельно от других членов союза.
Сотрудничество продлилось недолго, всего несколько лет, распавшись как-то само по себе. Их дружба продолжалась, но талант и мастерство каждого из них искали и находили свои собственные творческие пути. Эжен Лабиш потом писал в письме к французскому карикатуристу и фотографу Надару (настоящее имя: фр. Gaspard-Félix Tournachon), объясняя исчезновение Поля Дандре обычной леностью и «ошибками руководства» Лефрана. Порой они вновь объединялись для написания каких-то пьес, но уже не прибегали к общему псевдониму, а ставили свои собственные литературные имена: каждый из них в отдельности стал знаменитым французским драматургом. Их пьесы неоднократно ставились в разных европейских театрах, в том числе и в России — в переводах братьев Каратыгиных (В. А. Каратыгин и П. А. Каратыгин), К. А. Тарновского, Ф. М. Руднева, А. Эттингера, Ф. А. Бурдина, Н. И. Куликова и других русских переводчиков — зачинателей русского профессионального театра первой половины XIX века.
Одна из пьес, подписанная Полем Дандре, шла в России в постановках императорских трупп: водевиль «Путаница» (фр. Le fin mot). Перевел с французского и переделал для русской сцены П. С. Фёдоров, переместив французских персонажей на русскую почву и дав им русские имена. Эта русская премьера состоялась в Петербурге в Большом Каменном театре 13 января 1841 года, а в Москве впервые шла 17 октября 1841 года в бенефис танцовщицы Е. А. Санковской, в помещении московского Большого театра. Водевиль подвергся критическому восхвалению двух суровых литературно-театральных критиков: В. Г. Белинского и Н. А. Некрасова; в частности, Н. А. Некрасов назвал пьесу «маленький и миленький водевиль».